# タモリはタル
タモリはタルは、日本の男性漫画家。以前はたもりわたるの名で活動していたこともある。

## 略歴等
『王ドロボウJING』で知られる熊倉裕一の弟子であり、藤異秀明の師匠でもある（いわゆるアシスタントの関係）。
『コミックボンボン』増刊号（95年夏号）で「ガンプ・ザ・ストーン」を連載後、『ロボットポンコッツ』の漫画版を『コミックボンボン』本誌で長期連載。『無限戦記ポトリス』連載以降は、しばらく表だった活動はなかったが、ボンボン企画の漫画コンセプト（ロボットラボ）に寄稿したり（寄稿した漫画のキャラクターは、後に「ストッピ!」に転用される）、漫画版ロボポンのファンの同人誌にゲスト寄稿したり、雑誌のハガキ案内のページを書いたりと活動自体は続けていた。漫画家としては、『風のクロノア door to phantomile』（Wii版）の漫画版で再び表舞台に立ち、今に至る。その後はショート漫画と並行してイラストレーターとしても活動中。
2017年冬、重病により病院へ緊急搬送されたが、同年初春に回復。その後に経過観察のための再入院を行っている（逸話を参照）。なお、この病気により画業は引退している。

## 作風
師匠である熊倉裕一の初期の作風から影響を受けており、独特のデフォルメや英語風の擬音などを多用している。元々のデザインがあるロボットポンコッツおよびポトリスのメカデザインについては、自身の独自のアレンジが施されている。
有名な特徴は非常にグラマラスな描写をされた女性キャラクターで、ガンプ・ザ・ストーンや初期のロボットポンコッツでは比較的普通の体型で描かれていたが、ロボットポンコッツの連載が進むにつれて、乳房が肩幅から半分以上はみ出す程の大きさになったり、ウェストが極端に細くなったりするなど、独自の描写がなされている。爆釣伝説アングラーヒーロー（タモリ版）以降では極端な描写は抑えられているが、基本的にグラマラスな体型の描き方はそのままになっている。

## 作品リスト
- ガンプ・ザ・ストーン（『コミックボンボン』1995年夏・1997年春・夏の増刊号） - 御家人斬九郎がタイトルの由来。目次では作者名が「たもりわたる」と表記されていたが、扉ページでの表記は「タモリはタル」となっていた。
- ロボットポンコッツ（『コミックボンボン』1998年8月号 - 2000年12月号） - 全5巻。『新装版 ロボットポンコッツ グレイテスト編』上下巻（単行本第4巻まで。第5巻は『新装版 ロボットポンコッツ スペシャリスト編』上巻に収録）。
  - ロボットポンコッツ2（『コミックボンボン』2001年1月号 - 2002年5月号） - 全3巻。『新装版 ロボットポンコッツ スペシャリスト編』上下巻。
  - ロボットポンコッツ豪!（『コミックボンボン』2002年7月号 - 2003年3月号） - 既刊1巻、2巻以降は未刊行。『完全版 ロボットポンコッツ豪！』全1巻。
- 無限戦記ポトリス（『コミックボンボン』2003年4月号 - 2004年2月号）
- 風のクロノア door to phantomile（『デンゲキニンテンドーDS』）
- 爆釣伝説アングラーヒーロー（『ケロケロエース』 - 2010年6月号、CG上色：芳原舞人）
- ストッピ!（『ケロケロエース』2010年7月号 - 2011年2月号）
- 三国志大戦TCG4コマ（『ケロケロエース』2012年12月号 - 2013年9月号）
- 騎士ガンダム（新約SDガンダム外伝）関連のイラスト及び漫画（ガンダムエース、カードダス他）
- 剣と魔法のログレス いにしえの女神（『デンゲキバズーカ!!』2015年11月号 - 2016年4月号） - 『剣と魔法のログレス いにしえの女神 ファンブック ルシェメル大陸 大冒険祭』に収録。
- ガンバト! ガンガン水鉄砲バトル！！（著：豊田 巧、角川つばさ文庫、デザイン協力）
- タモリはタルのアンケートまんが（『コロコロアニキ』2019年春号）

たなかうどん名義
- 激勝!ポケモンカードゲーム
- 教えて!キノピオ（デンゲキKIDS）

ほかに、バーチャロンのコラム（バーチャろん（論））、『コミックボンボン』編集部の企画「本能寺」（登場人物：オダくんとアケチくん、編集長、全3回、ボンボン本誌デビュー作）を描いていたこともある。ポケットモンスター関連の企画イラストも担当。
その他、「たなかうどん」名義でデンゲキニンテンドーDSに漫画連載も持っていた。

## 師匠
- 熊倉裕一（互いに過去の漫画作品の手伝いもしていた）

## 弟子
- 藤異秀明

## 逸話
ポケットモンスターの企画でオカルトマニアのイラストを引き受けていたことがあり、これが他者からの伝聞により、キャラ自体のデザイナー本人と誤解されていたことがある。後に、ヘボットの企画段階での商品デザインに少し参加していたことをツイートした際にも、同様のことになりかけている。
2017年2月末、ほぼ連日、自身のtwitterアカウントでツイート活動していたのが突如途切れ、同年3月中旬末に復活ボンボンシリーズPRのTwitterアカウントから「完全版 ロボットポンコッツ豪！」の企画が成立したツイートがされた際に連絡を取ったところ、タモリ自身は入院していたことが明らかになった。同年3月31日にはタモリ本人のアカウントで、ツイートの音信不通の理由が2月末に心筋梗塞および脳梗塞の合併症で、夜間の路上で倒れ病院に搬送されたと公表している。その後は安定していたが、2024年5月中に再度緊急入院していたことが当人アカウントから公表された。